# Чемпионат мира по конькобежному спорту на отдельных дистанциях 2015 — командная гонка (мужчины)
Соревнования в командной гонке среди мужчин на чемпионате мира по конькобежному спорту на отдельных дистанциях 2015 года прошли 13 февраля на катке Тиалф в Херенвене, Нидерланды. В забегах приняли участие 8 команд.

## Медалисты
| Дистанция       | Золото                                                | Золото  | Серебро                                                  | Серебро | Бронза                                                     | Бронза  |
| --------------- | ----------------------------------------------------- | ------- | -------------------------------------------------------- | ------- | ---------------------------------------------------------- | ------- |
| Командная гонка | Нидерланды · Свен Крамер · Кун Вервей · Дауве де Врис | 3.41,40 | Канада · Тед-Ян Блумен · Денни Моррисон · Джордан Бельшо | 3.44,09 | Республика Корея · Ко Бюн Вок · Ким Чхоль Мин · Ли Сын Хун | 3.44,96 |

## Результаты

### Командная гонка
| Место | Страна           | Участники                                        | Время   | Отставание |
| ----- | ---------------- | ------------------------------------------------ | ------- | ---------- |
| 1     | Нидерланды       | Свен Крамер Кун Вервей Дауве де Врис             | 3.41,40 |            |
| 2     | Канада           | Тед-Ян Блумен Денни Моррисон Джордан Бельшо      | 3.44.09 | +2,69      |
| 3     | Республика Корея | Ко Бюн Вок Ким Чхоль Мин Ли Сын Хун              | 3.44,96 | +3,56      |
| 4     | Россия           | Сергей Грязцов Данила Семериков Даниил Синицин   | 3.46,78 | +5,38      |
| 5     | Италия           | Андреа Джованнини Лука Стефани Никола Тумолеро   | 3.47,07 | +5,67      |
| 6     | Польша           | Збигнев Брудка Ян Шиманский Конрад Недзведзкий   | 3.48,94 | +7,54      |
| 7     | Норвегия         | Симен Нильсен Ховард Бёкко Фредрик ван дер Хорст | 3.50,58 | +9,18      |
| 8     | Германия         | Йонас Пфлюг Алексей Баумгертнер Марко Вебер      | 3.50,76 | +9,36      |